# 立陶宛國家博物館

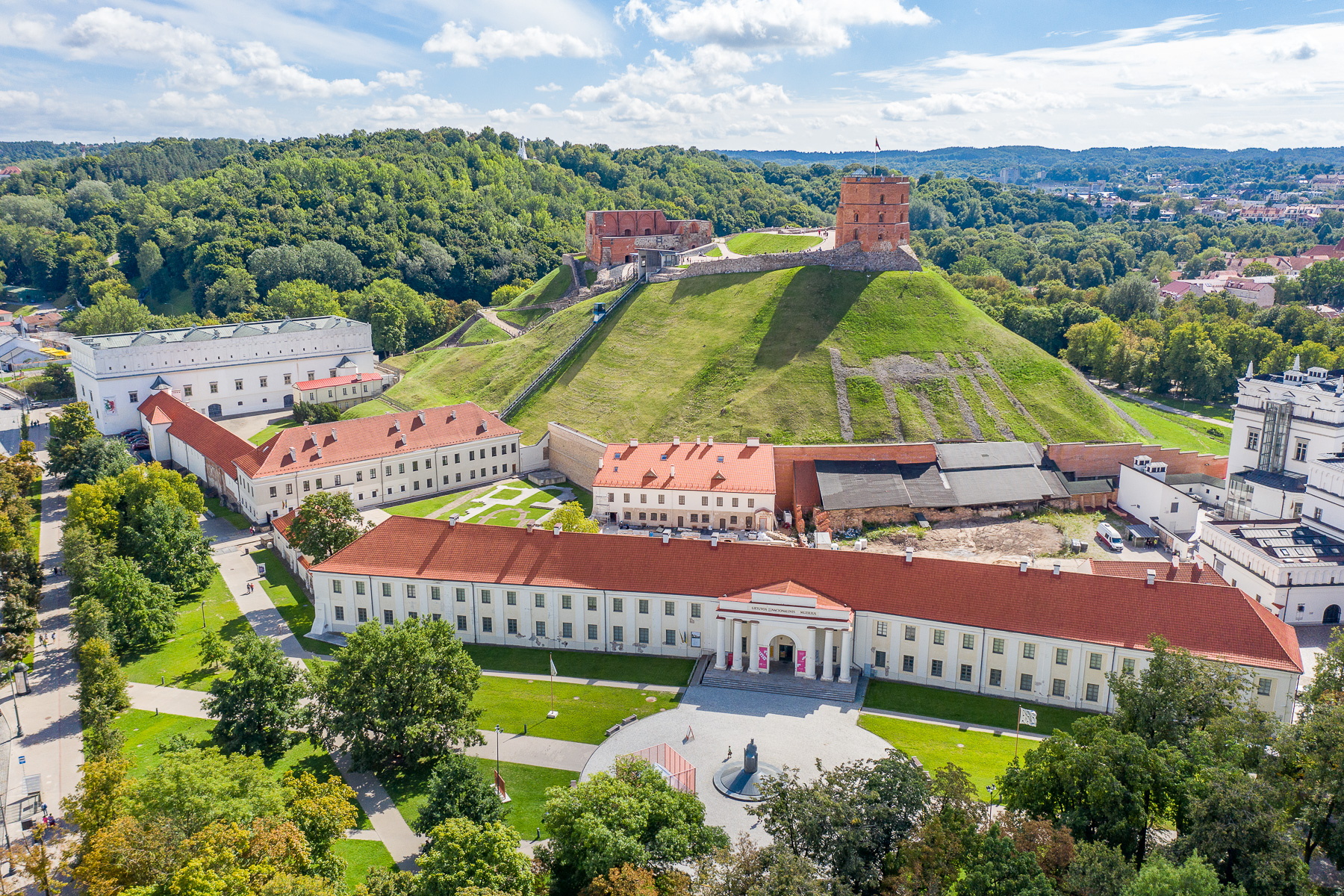
立陶宛國家博物館

立陶宛國家博物館是立陶宛的一座博物館。

## 历史
創建於1952年。位於維爾紐斯。其前身的歷史可以追溯至1855年。立陶宛國家博物館的展品大多以歷史學、考古學、人類學為主。立陶宛發行過紀念博物館建館150週年的紀念幣。